# 농기뺏기
농기뺏기는 한국의 민속놀이 중 하나이다.
음력 정월 보름날 각 부락의 농악대(農樂隊)들이 농기(農旗)를 들고 일정한 장소에 모여 농악대 창설의 연대순에 따라서 형제의 위치를 정한다. 다음에 농악 합주리(合奏裡)에 각 농악대 간에 농기에 대한 읍례(揖禮)를 거행하고 잔치를 베풀어 한바탕 논다. 이 놀이가 일반 농악대들의 놀이와 다르게 특이한 점은 14일에는 기(旗)에 대한 고사라 하여 고기사를 지내고 15일에는 농기 행차(農旗行次) 및 농기 뺏기 싸움으로 마치는 점이다.